# チャンセラーズヴィルの戦い
チャンセラーズヴィルの戦い（チャンセラーズヴィルのたたかい、英: Battle of Chancellorsville）は、南北戦争の中盤、1863年4月30日から5月6日にかけて、バージニア州スポットシルバニア・コートハウスの村落近くで行われた戦闘である。北軍ジョセフ・フッカー少将のポトマック軍が、勢力では半分の南軍ロバート・E・リー将軍の北バージニア軍と会戦を行った。これはリーが危険を承知で遥かに優勢な敵軍の前で自軍を分割して成功したので、その「完璧な戦闘」と呼ばれている。戦闘におけるリーの大胆さとフッカーの臆病さが相俟って北軍にとって深刻な敗北となった。南軍は勝利したが、友軍の銃火でストーンウォール・ジャクソン中将が致命傷を負い、その損失はリーをして「私の右腕を失った」と言わせたように、暗雲を投げかけるものになった。
チャンセラーズヴィル方面作戦は1863年4月27日朝に北軍がラッパハノック川を渡ったことで始まった。北軍はラピダン川をジャーマナ浅瀬とエリー浅瀬を使って渉り、4月30日と5月1日にチャンセラーズヴィル近くに集結した。5月1日に激しい戦闘が始まり、北軍が5月5日から6日にかけての夜に川を越えて撤退するまで続いた。

## 対戦した戦力と作戦
チャンセラーズヴィル方面作戦は南北戦争の中でも最大級に一方的な結果になる可能性があった。作戦の開始時点で北軍は戦場に出せる実効勢力133,868名を数えた。対する南軍はほぼその半分以下である60,892名だった。さらに、北軍は物資をしっかり補充し、数ヶ月間動いていなかったので休養も十分だった。一方リー軍は物資に不足し、部隊がバージニア州中に散開していた。ジェイムズ・ロングストリート中将が指揮する北バージニア軍第1軍団約15,000名は、バージニア半島のモンロー砦やニューポートニューズに駐屯する北軍からのリッチモンド、さらにはノーフォークやサフォークに対する脅威に対処するために、ノーフォーク近くに駐屯していた。北軍が動かない時期が続いたこともあって、3月遅くまでにロングストリートの主要任務は北バージニア軍の新しい食糧調達部として行動すること、すなわちノースカロライナ州やバージニア州の農夫や農園主からリー軍のための食糧を請求することに変わっていた。その結果、ロングストリート配下のジョン・ベル・フッド少将とジョージ・ピケット准将の2個師団はリー軍から130マイル (210 km) 離れており、危急の場合にも1週間以上掛かって到着する可能性があった。リーは1年間近く指揮を執り続けた後で、これらの部隊を直接支配から引き離したことは、その重大な計算ミスであった。リーはそれら部隊を呼び戻せると期待していたが、実際にはその勢力で劣る北バージニア軍救援のためには間に合わなかった。
さらに重要なことは、それまでの北軍ポトマック軍の指揮官達が行ったよりも優れた作戦のもとに戦いが始められたことだった。G・H・シャープ大佐が指揮した北軍軍事情報局の完璧な調査によって、リーの北バージニア軍の勢力、その組織、さらにどこに配置されているかまで北軍の指揮官はこれまでより遥かに正確に掴めていた。捕虜、脱走兵、コントラバンド（戦利品の奴隷）および逃亡者といった通常の情報源に問い質して集めた情報とは別に、情報局は歩兵隊や騎兵隊の偵察部隊、陸軍信号司令部の信号場および熱気球部隊による観測を含めた情報源からの情報を初めて総合させた。シャープ大佐は軍隊から斥候を募集し、民間からスパイも入れてリー軍に潜入させ、直接情報局に報告させた。この新しいやり方で、以前ジョージ・マクレランがポトマック軍を指揮していたときにアラン・ピンカートンとその探偵達から得ていた荒っぽい過剰な推計よりも、直面する敵軍の遥かに正確な情報をフッカーは手に入れることができた。フッカーはこのより現実的な情報で武装し、側面攻撃の作戦を立てたが、これはアンティータムの戦いや最近のフレデリックスバーグの戦いで起こったような損失を覚悟する正面攻撃を避けることを期待するものだった。

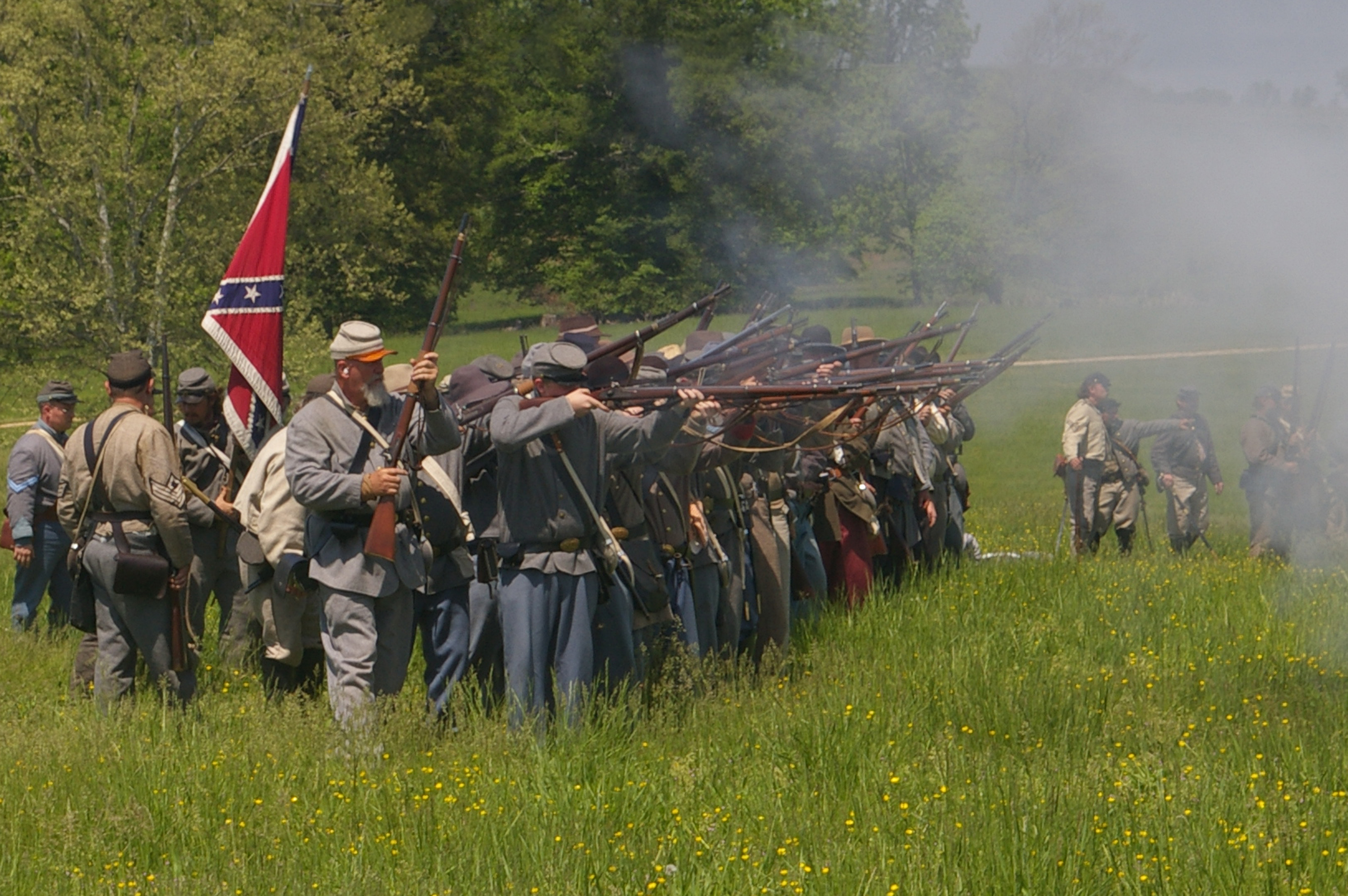
チャンセラーズヴィルの戦いの再現、2008年5月

北軍はラッパハノック川越しにリー軍と向かい合っていた冬季宿営地フレデリックスバーグ周辺から出発した。フッカーは大胆なリー軍の挟み撃ちを考え、4個軍団を密かに北西に行軍させ、それから南にラッパハノック川とラピダン川を渡って東に転じ、リー軍の後方を襲わせることとした。残りの軍団はフレデリックスバーグを抜けてリー軍の正面を攻撃することとした。一方、ジョージ・ストーンマン少将が指揮する7,500名ほどの騎兵隊は南軍の後方深く襲撃を行い、アメリカ連合国の首都リッチモンドからフレデリックスバーグに繋がる鉄道に沿った重要な補給基地を破壊させ、リー軍の通信線と補給線を遮断することとした。この大胆で攻撃的な作戦は後に「ストーンマンの襲撃」と呼ばれた。
4月27日と28日、ポトマック軍の4個軍団が数箇所でラッパハノック川とラピダン川を渡り、その大半は2つの川の合流点とチャンセラーズヴィルの小集落近くを通過した。チャンセラーズヴィルはオレンジ・ターンパイクとオレンジ木道の交差点にあるフランシス・チャンセラー家が所有する大邸宅以外ほとんど無いような集落だった。一方ジョン・セジウィック少将が指揮する別働隊30,000名以上はフレデリックスバーグでラッパハノック川を渉り、ストーンマンの騎兵隊はリー軍後方地帯に向かうその動きを始めた。フッカーはラッパハノック川の南にある深い森の「荒野」では実質的に騎兵隊が有効でないと考えたので、騎兵隊の大半をこのようなやり方に使ったために、その主力側面攻撃軍で活動できる騎兵隊は1個旅団を残すのみだった。南軍のJ・E・B・スチュアート少将が指揮する騎兵隊は、常にリーに情報を流す一方でフッカーには同じような情報が流れないようにすることで、迫り来る作戦行動に重要な役割を果たすことになっていた。
5月1日までにフッカーは約70,000名をチャンセラーズヴィルとその周辺に集中させた。リーはフレデリックスバーグにあるその作戦本部から、一般に認められる戦争の原則を破ることに決めて、優勢な敵軍の面前で自軍を2つに分け、積極的な行動でフッカー軍が自軍に対して十分に集中できる前にその一部を攻撃して破ることを期待した。リーは重厚に防御を施したメアリーズ高地にウィリアム・バークスデイル准将の1個旅団を、またプロスペクトヒルにはジュバル・アーリー少将の1個師団12,000名を残してセジウィックの軍団の前進に抵抗させ、ストーンウォール・ジャクソンには西に向かってリチャード・H・アンダーソン少将の部隊と合流して40,000名の軍隊となり、チャンセラーズヴィルのフッカー軍に対処させることとした。南軍にとって幸いなことに、ラッパハノック川にそって厚い霧がこれら部隊の西行を隠し、セジウィックには敵の意図がつかめるまで攻撃を待たせる選択をさせた。

## 戦闘

### 5月1日-2日
ジャクソン将軍が西に向かって5月1日朝にアンダーソン隊と合流したのと同じ時に、フッカーは東に進んでアンダーソン隊への攻撃を命じ、その地域に特徴的な通過の難しい藪とバージニア松の林を抜けて部隊を押し出させた。これは北軍の多くの指揮官達にとって勝利の鍵と見られていた。「スポットシルバニアの荒野」と呼ばれる森の中で大部隊の北軍が戦えば、大砲は荒野では大きな効果を与えられないであろうから、その砲兵隊の大きな利点が極小化されると見込まれた。戦闘は南軍ラファイエット・マクローズ少将の師団と北軍ジョージ・ミード少将指揮下第5軍団の最右翼ジョージ・サイクス少将師団との間で始まった。サイクスはウィンフィールド・スコット・ハンコック少将の援護で秩序だった後退を始めた。
フッカーは潜在的に都合の良い状況にあったにも拘らず、その短時間の攻勢を止めた。その行動は初めてそのように大きな組織の複雑な行動を扱うことに対する自信の無さを表していたかもしれない（フッカーはそれまでの戦闘で実効があり攻撃的な師団長と軍団長を務めていた）が、この方面作戦を始める前に小さなリー軍に大きなフッカー軍を攻撃させて、防御的に戦おうと決めてもいた。フレデリックスバーグの戦い（1862年12月13日）では当初北軍が攻撃し損失の多い敗北を喫していた。フッカーは、リーがそのような敗北には耐えられず戦場で実効ある軍隊を保てないことを知っており、そのために荒野の中に部隊を退いてチャンセラーズヴィル周辺で防御的体制を採らせ、大胆不敵なリーに攻撃させるか勢力の優勢を保ったまま退こうと考えた。
リーはフッカーの打った手を受け入れ、5月2日の攻撃作戦を立てた。その前夜、リーとジャクソンは既に2つに分けた自軍をさらに分割する危険性の高い作戦に合意した。ジャクソンはその第2軍団28,000名を率いて北軍の右手に回って攻撃する。一方リーは残る12,000名を自ら指揮して（ロングストリートの第1軍団の半分は戦闘中リーが直接指揮した）、チャンセラーズヴィルで70,000名のフッカー軍全軍に向き合うというものだった。
この作戦を働かせる過程で幾つかの事が必要だった。まず、ジャクソンは北軍右翼に着くまでに曲がりくねった道を12マイル (19 km) 行軍すること、しかもそれを見破られないようにすることが必要だった。次にリーはフッカーが静かに防御姿勢を続けることを期待せねばならなかった。3番目はアーリーがフレデリックスバーグでセジウィック軍を堰きとめておく必要があった。またジャクソンが攻撃を開始したときに北軍の備えが無いことも重要な期待事項だった。
これら全ての条件が適った。ほぼ1日を要したジャクソンの長い側面回りこみの間、スチュアートの指揮する南軍騎兵隊が北軍の注意を逸らせた。唯一ジャクソン軍団が視認されたのはチャンセラーズヴィルの南で北軍から攻撃される直前であり、しかもこれが南軍の利点として働いた。フッカーはそのストーンマン指揮下の騎兵隊がリーの供給線を遮断し、リー軍は退こうとしていると思った。それ故にその場所に留まり全軍攻撃を考えようとせず、ダニエル・シックルズ少将の第3軍団13,000名を派遣しただけだった。シックルズはジャクソンの第2軍団から一握りの兵士を捕まえただけで停止した。
フレデリックスバーグでは電信線の欠陥のためにセジウィックとフッカーの間の交信ができなかった。5月2日の夜、フッカーがセジウィックにアーリー隊を攻撃するよう命令を発した時、セジウィックはアーリー隊の方が自隊よりも多いと思い込んでいたために攻撃することができなかった。
しかし、その後の北軍の悲劇に最も大きく繋いだのは北軍第11軍団長オリバー・O・ハワード少将の無能だった。ハワードの11,000名の部隊は北軍前線の最右翼に配置されており、仮にフッカーが命令したとしても、急襲に対する備えを何もしていなかった。北軍の右側面は自然の障害の何にも接しておらず、荒野に向けられた2門の大砲が側面攻撃に対する防御と言えるものに過ぎなかった。また第11軍団は士気の低い部隊だった。当初はフランツ・シーゲル准将が指揮しており、その大半がドイツ人移民で構成されていたために、シーゲルがドイツ人ではないハワードと交代させられたので不満を抱いていた。移民の多くはあまり英語が話せず、ポトマック軍の他の部隊とは少数民族であることからくる摩擦が生じていた。軍団の戦闘準備も悪かった。23個連隊のうち8個は戦闘経験が無く、残る15連隊も戦闘で勝ち側になったことが無かった。
午後5時半頃、ジャクソンの26,000名が荒野から飛び出してきて、大半の兵士が夕食の準備をしていたハワード軍団を急襲した。ハワード軍団のうちの4,000名以上が1発の銃弾を発することも無く捕獲され、残りの大半は壊走した。第11軍団の1個師団が立ちはだかったが、間もなく同じように退却させられた。夜が来るまでに南軍の第2軍団は2マイル (3 km) 以上を前進し、チャンセラーズヴィルが視界に入るところまで迫り、リーの本体との間には朝の攻撃後そこに留まっていたシックルズの軍団があるのみとなった。フッカーは戦闘の最盛期に南軍の砲弾がその作戦本部で寄りかかっていた木製柱を直撃したときに軽傷を負っていた。フッカーは事実上指揮不能となっていたが、一時的にも第2指揮官ダライアス・コウチ少将に指揮権を渡すことを拒み、この失敗が翌日の北軍の行動に影響し、戦闘の残り時間を通じてフッカーが度胸をなくし臆病な行動をすることに繋がった。
フッカーはこのとき南軍の前線の中に突出部となっていたシッケルズの陣地を保てるかその能力が心配になり、その夜第3軍団をチャンセラーズヴィルに退かせた。このことは南軍に2つの利点を与えた。1つはジャクソン軍とリー軍を一つに再結合させたことであり、もう1つはヘイゼルグラブと呼ばれる森の中の高い空き地を支配させたことで、そこは大砲を効果的に使うことのできる数少ない場所の一つだった（シックルズはこの高地を諦めることについて全く悔しい思いをした。2ヶ月前のゲティスバーグの戦いにおけるピーチオーチャードでシックルズが採った命令不服従の行動が恐らくはこの出来事に強く影響していた）。
その夜オレンジ木道に沿ってその軍団の前を偵察していたジャクソンは誤りを犯した。その日に大勝したジャクソンはフッカーとその軍隊がその失地を快復し反撃を計画してくる前にその奪った利点を抑えておこうと思った。北軍が反撃すれば絶対的な勢力差のためにこの時なら成功した可能性があった。ジャクソンがその夜木道に騎り入れた時に後ろにいた南軍第2軍団の兵士にそれと見分けられず、友軍の銃弾で撃たれた。傷は命に別状は無いものだったが、腕を切断した後に肺炎に罹り、ジャクソンは5月10日に死んだ。その死は南軍にとって衝撃的な損失だった。

### 5月3日
5月3日、ジャクソン負傷の後で第2軍団の指揮を引き継いだA・P・ヒル少将は自らも負傷して指揮不能の状態だった。ヒルは軍団の最上級将軍であるロバート・E・ローズ准将に相談し、ローズはJ・E・B・スチュアートが指揮を執るよう説得するというヒルの決断を黙諾し、その後にリーに報せた。スチュアートは全前線に渉る集中攻撃を掛けたが、これはヘイゼルグラブから兵を退いたフッカーとその地点に据えられた大砲から北軍砲兵を砲撃したことに援けられた。スチュアートが再度北軍前線に集中攻撃をかけた夕方に激戦が起こり、それはその圧力と補給や援軍が無いことのために緩りと尻すぼみになっていった。南軍はその日の午後までにチャンセラーズヴィルを占領し、フッカーはそのボロボロになった部隊を最後の退却路であるユナイテッドステイツ浅瀬を囲む防御戦まで退かせた。
リーはまだ勝利を宣言できなかったし、フッカーも敗北を認めていなかった。5月3日のチャンセラーズヴィルでの戦いが最高点にあったとき、フッカーは再度セジウィックに敵前線の突破とリー軍背後への攻撃を要求した。セジウィックは再びそれが遅すぎる時になるまで遅れた。その午後、セジウィックはやっとアーリー陣を攻撃し（ある時点でアーリーはリーからの命令を誤解してそこを放棄していた）、突破していた。しかし、それは3日の遅い時間であり、フッカーの援けにならなかった。実際にカドマス・M・ウィルコックス准将の指揮するアラバマ州の単一旅団がフレデリックスバーグより西のオレンジ木道で遅延戦術を行い、唯でさえ鈍いセジウィックの前進を遅らせた。その日の午後遅く、チャンセラーズヴィルからラファイエット・マクローズ少将の援軍が到着しフレデリックスバーグの西4マイル (6 km) のセイラム教会でウィルコックスと合流した。この南軍合同部隊がチャンセラーズヴィルに向かうセジウィック軍の歩みを止めた。
1863年5月3日の戦闘は南北戦争の中でも最も凄まじいものとなり、最も流血の多い戦いに位置づけられてもおかしくない。両軍ほぼ均等に総計約18,000名がこの日だけで倒れた。

### 5月4日-6日

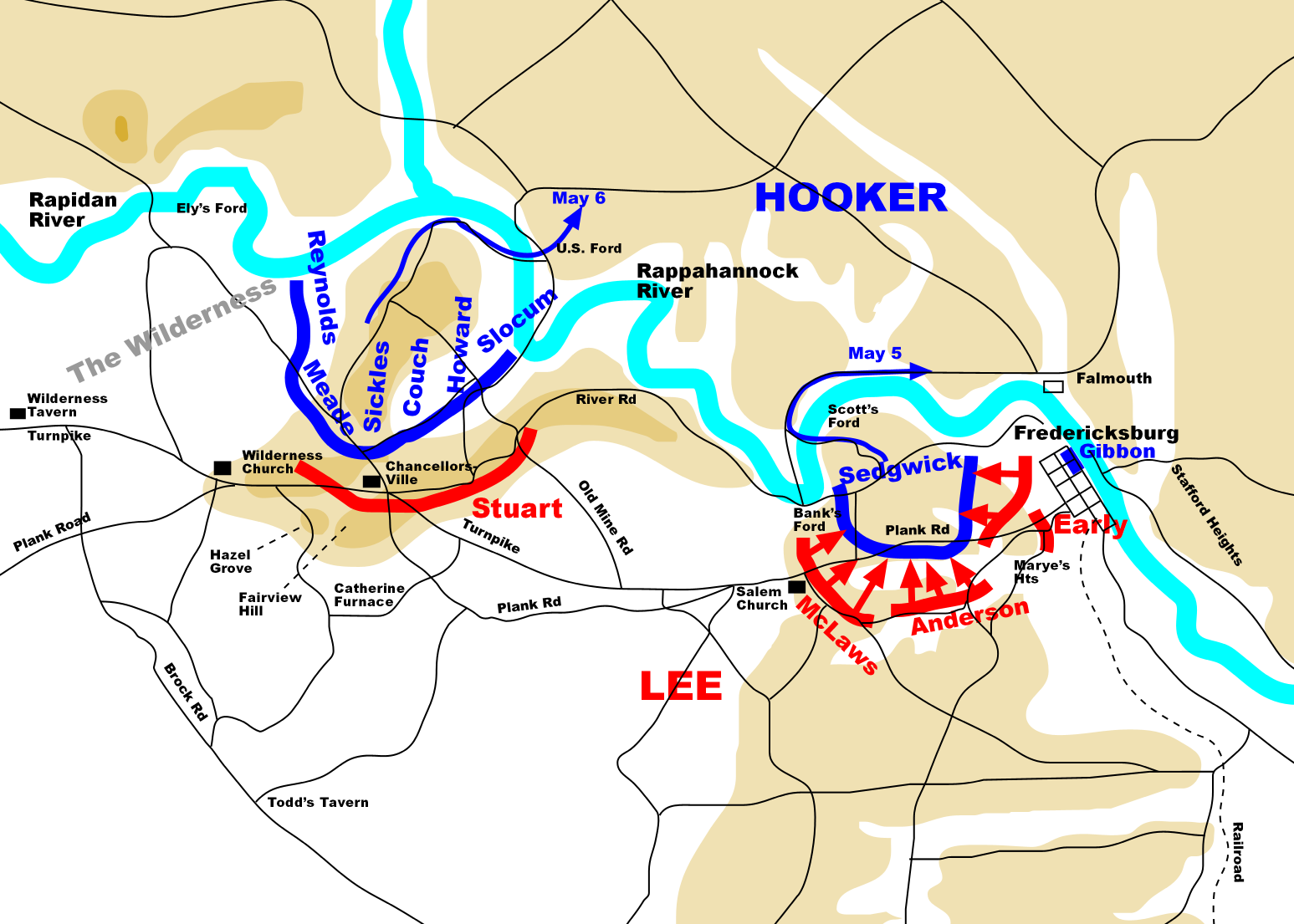
チャンセラーズヴィルの戦い、5月4日の配置

5月3日の夜と4日の終日、フッカーはその防御線に留まる一方でリーとアーリーはセジウィックと戦った。セジウィックはアーリーの防御線を破った後で、愚かにもフレデリックスバーグを確保しておくことを忘れていた。アーリーは単純に元に戻って市の西側にある高地を占領し、セジウィック軍の退路を塞いだ。一方リーはチャンセラーズヴィルの前線からリチャード・H・アンダーソン少将の師団を呼び寄せ、セジウィックが対戦している敵がいかに少ないかを認識できる前にマクローズ隊を補強した。セジウィックは状況が変わると攻撃の判断ができずに防御の姿勢を採ることに決め、その日1日抵抗した後で5月5日の夜明け前にバンクス浅瀬でラッパハノック川を渉って退却した。これはセジウィックとフッカーの間のまたしても連絡不足の結果だった。フッカーはセジウィックがバンクス浅瀬を守っていてくれることを望み、そうすればフッカーの本隊がチャンセラーズヴィルを引き上げてバンクス浅瀬で川を渉りもう一度戦えると考えていた。フッカーはセジウィックが川を渉って引き上げたことを知ると、作戦を打ち切るしか選択肢が無いと感じ、5月5日から6日に掛けての夜に川を渉って引き返した。

## 戦闘の後
ストーンマンはバージニア州中部と南部を1週間効果の出ない襲撃を行い、フッカーの設定した目標をどれも果たせずに、5月7日にリッチモンドの東で北軍前線内に引き上げ、作戦を終えた。
この戦闘はひどい条件で行われた。兵士達は下生えの通過もできないような迷路の中で迷いがちとなり戦闘が行われている間に多くの野火が発生した。負傷兵が生きながら焼かれたという報告が多かった。
リーは勢力比でおよそ5対2と劣勢でありながら、この戦争の中でも間違いなく最大の勝利を挙げたとされている。しかし、恐ろしい代償も払った。戦闘に関与した歩兵はわずか52,000名であったのに損失は13,000名以上となり、損失率は25%ほどにもなった。南軍のその限られた人員ではその損失を補えない事情があった。さらに深刻なのは指揮官クラスの将軍数人を失ったことであり、中でもジャクソンはその最も攻撃的野戦指揮官だった。

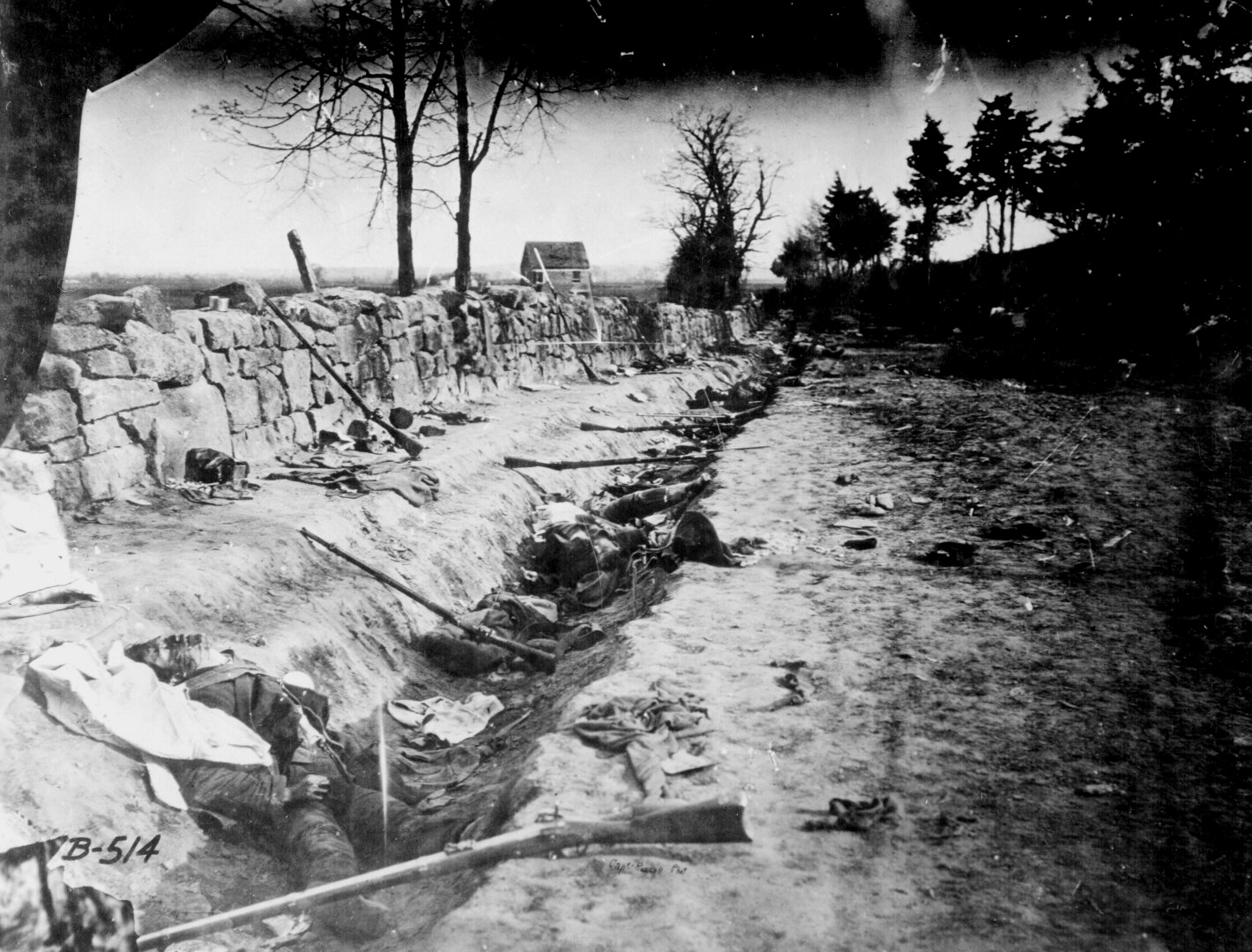
フレデリックスバーグのメアリーズ高地にある石壁背後の南軍兵の死体、1863年5月、チャンセラーズヴィルの戦いで戦死。撮影はA.J. Russell

フッカーはこの方面作戦を「100のうち80のチャンス」があると信じて始めたが、意思疎通の誤り、指導的将軍達何人か（最も顕著なのがハワードとストーンマン、さらにはセジウィック）の無能さ、およびフッカー自身の幾つかの誤りによって戦闘に破れた。フッカーの誤りには、5月1日に攻勢を中断したことと、2日にシックルズにヘイゼルグラブを諦めさせ後退させたことがあった。またその部隊の配置も誤った。ポトマック軍のおよそ40,000名はほとんど発砲することも無かった。フッカーは後に何故5月1日に前進を止めるよう命令したかを尋ねられたとき、「私は初めてフッカーにおける信頼を失った」と答えたと言われている。しかし、スティーブン・W・シアーズはこれを神話だと分類している。
シアーズの研究では、ビグローが1903年にダブルデイの北軍第1軍団で参謀だったE・P・ハルステッドが書いた手紙から引用していると示した。ゲティスバーグ方面作戦の間、フッカーとダブルデイは数十マイルも離れており出会ったとか出会う機会があったというような証拠は無い。最終的にダブルデイは1882年に出版したチャンセラーズヴィル方面作戦の記録でもフッカーからそのような告白があったということに触れていない。シアーズは次のように結論付けた。
戦闘に関わった90,000名の北軍の中で17,000名強が戦闘で倒れ、損失率はリー軍のものより小さかった。ただし、これには5月2日に恐慌に陥って戦うことなく捕獲された第11軍団の4,000名は含まれていない。
フッカーがリー軍に自軍を攻撃させようとした戦術は明らかに概念として健全だが、フッカーとその部下達が行った方法には恐ろしく欠陥があった。実際の戦闘では北軍がリーのそれまで「無敵の」兵士達と同じくらい戦闘で手強くなったことを示した。
北軍はこの敗北に衝撃を受けた。エイブラハム・リンカーン大統領は「おやまあ！この国は何と言うのだろう」と言ったとされている。何人かの将軍はその経歴に傷が付いた。フッカーはストーンマンを無能と考えた。コウチはフッカーの戦闘時の行動（およびフッカーの絶え間ない政治操作）に嫌気が差し、軍隊から除隊してペンシルベニア州民兵隊の指揮に就いた。フッカーはゲティスバーグの戦い直前にあたる6月28日に解任された。
チャンセラーズヴィルの戦いは1864年5月の荒野の戦いの戦場と近く、スティーヴン・クレインの1895年の小説『赤い武功章』の下地になっている。
チャンセラーズヴィルの戦い戦場跡の一部は現在フレデリックスバーグおよびスポットシルバニア国立軍事公園の一部として保存されている。